# Belgiens Grand Prix 2022
Belgiens Grand Prix 2022, officiellt Formula 1 Rolex Belgian Grand Prix 2022 var ett Formel 1-lopp som kördes den 28 augusti 2022 på Circuit de Spa-Francorchamps i Francorchamps i Belgien. Loppet var det fjortonde loppet ingående i Formel 1-säsongen 2022 och kördes över 44 varv.

## Ställning i mästerskapet innan loppet
| Pos.  | Förare            | Poäng |
| ----- | ----------------- | ----- |
| 1 ▬   | Max Verstappen    | 258   |
| 2 ▬   | Charles Leclerc   | 178   |
| 3 ▬   | Sergio Pérez      | 173   |
| 4 ▲ 1 | George Russell    | 158   |
| 5 ▼ 1 | Carlos Sainz, Jr. | 156   |

| Pos. | Konstruktör      | Poäng |
| ---- | ---------------- | ----- |
| 1 ▬  | Red Bull         | 431   |
| 2 ▬  | Ferrari          | 334   |
| 3 ▬  | Mercedes         | 304   |
| 4 ▬  | Alpine-Renault   | 99    |
| 5 ▬  | McLaren-Mercedes | 95    |

- Notering: Endast de fem bästa placeringarna i vardera mästerskap finns med på listorna.

## Kvalet
Kvalet var planerat att starta klockan 16:00 lokal tid den 30 juli 2022 och pågå under en timme, men fördröjdes av reparationsarbete på banan efter en olycka i Porsche Supercup samma dag. Max Verstappen satte den snabbaste tiden, men Carlos Sainz Jr. fick pole position då Verstappen var en av åtta förare (de andra var Esteban Ocon, Lando Norris, Yuki Tsunoda, Charles Leclerc, Mick Schumacher, Zhou Guanyu och Valtteri Bottas) som bestraffades för att ha överskridit sina kvoter av motordelar. En av de bestraffade förarna, Yuki Tsunoda, fick starta loppet från depån, för att ha bytt power unit under parc fermé utan FIA:s godkännande.
| Pos.                    | Nr. | Förare           | Konstruktör           | Kvaltider | Kvaltider | Kvaltider | Start- grid |
| Pos.                    | Nr. | Förare           | Konstruktör           | Q1        | Q2        | Q3        | Start- grid |
| ----------------------- | --- | ---------------- | --------------------- | --------- | --------- | --------- | ----------- |
| 1                       | 1   | Max Verstappen   | Red Bull Racing-RBPT  | 1:44.581  | 1:44.723  | 1:43.665  | 141         |
| 2                       | 55  | Carlos Sainz Jr. | Ferrari               | 1:45.050  | 1:45.418  | 1:44.297  | 1           |
| 3                       | 11  | Sergio Pérez     | Red Bull Racing-RBPT  | 1:45.377  | 1:44.794  | 1:44.462  | 2           |
| 4                       | 16  | Charles Leclerc  | Ferrari               | 1:45.572  | 1:44.551  | 1:44.553  | 152         |
| 5                       | 31  | Esteban Ocon     | Alpine-Renault        | 1:46.039  | 1:45.475  | 1:45.180  | 163         |
| 6                       | 14  | Fernando Alonso  | Alpine-Renault        | 1:46.075  | 1:45.552  | 1:45.368  | 3           |
| 7                       | 44  | Lewis Hamilton   | Mercedes              | 1:45.736  | 1:45.420  | 1:45.503  | 4           |
| 8                       | 63  | George Russell   | Mercedes              | 1:45.650  | 1:45.461  | 1:45.776  | 5           |
| 9                       | 23  | Alexander Albon  | Williams-Mercedes     | 1:45.672  | 1:45.675  | 1:45.837  | 6           |
| 10                      | 4   | Lando Norris     | McLaren-Mercedes      | 1:45.745  | 1:45.603  | 1:46.178  | 174         |
| 11                      | 3   | Daniel Ricciardo | McLaren-Mercedes      | 1:46.212  | 1:45.767  | N/A       | 7           |
| 12                      | 10  | Pierre Gasly     | AlphaTauri-RBPT       | 1:46.183  | 1:45.827  | N/A       | 8           |
| 13                      | 24  | Zhou Guanyu      | Alfa Romeo-Ferrari    | 1:46.178  | 1:46.085  | N/A       | 185         |
| 14                      | 18  | Lance Stroll     | Aston Martin-Mercedes | 1:46.256  | 1:46.611  | N/A       | 9           |
| 15                      | 47  | Mick Schumacher  | Haas-Ferrari          | 1:46.342  | 1:47.718  | N/A       | 196         |
| 16                      | 5   | Sebastian Vettel | Aston Martin-Mercedes | 1:46.344  | N/A       | N/A       | 10          |
| 17                      | 6   | Nicholas Latifi  | Williams-Mercedes     | 1:46.401  | N/A       | N/A       | 11          |
| 18                      | 20  | Kevin Magnussen  | Haas-Ferrari          | 1:46.557  | N/A       | N/A       | 12          |
| 19                      | 22  | Yuki Tsunoda     | AlphaTauri-RBPT       | 1:46.692  | N/A       | N/A       | PL7         |
| 20                      | 77  | Valtteri Bottas  | Alfa Romeo-Ferrari    | 1:47.866  | N/A       | N/A       | 138         |
| 107 %-gränsen: 1:51.901 |     |                  |                       |           |           |           |             |
| Källor:                 |     |                  |                       |           |           |           |             |

- ^1  – Max Verstappen tvingades starta längst bak på startgridden efter att ha överskridit sin kvot av kraftenhetselement. Han tilldelades också fem platsers nedflyttning efter att ha tagit nya delar till växellådan. Detta påverkade inte hans startplats eftersom han ändå startade sist. I loppet startade Max Verstappen på fjortonde plats eftersom sex andra förare också överskridit sin kvot av kraftenhetselement, Verstappen kvalade först och startar därmed före alla andra förare med nedflyttningsstraff.[1]
- ^2  – Charles Leclerc tvingades starta längst bak på startgridden efter att ha överskridit sin kvot av kraftenhetselement. Han tilldelades också 10 platsers nedflyttning för att ha tagit nya delar till växellådan. Detta påverkade inte hans startplats eftersom han ändå startade sist.[1]
- ^3  – Esteban Ocon tvingades starta längst bak på startgridden efter att ha överskridit sin kvot av kraftenhetselement.[1]
- ^4  – Lando Norris tvingades starta längst bak på startgridden efter att ha överskridit sin kvot av kraftenhetselement.[1]
- ^5  – Zhou Guanyu tilldelades 10 platsers nedflyttning för att ha tagit nya delar till växellådan. Han tvingades därefter starta längst bak på startgridden efter att ha överskridit sin kvot av kraftenhetselement.[1]
- ^6  – Mick Schumacher tvingades starta längst bak på startgridden efter att ha överskridit sin kvot av kraftenhetselement. Han tilldelades 10 platsers nedflyttning för att ha tagit nya delar till växellådan. Detta påverkade inte hans startplats eftersom han ändå startade sist.[1]
- ^7  – Yuki Tsunoda tvingades starta längst bak på startgridden efter att ha överskridit sin kvot av kraftenhetselement. Delarna byttes ut på bilen när bilen stod under parc fermé och gjordes utan tillsägelse vilket resulterade att Tsunoda startade från depån.[9]
- ^8  – Valtteri Bottas tilldelades 15 platsers nedflyttning för att ha överskridit sin kvot av kraftenhetselement. Han tilldelades också fem platsers nedflyttning för att ha tagit nya delar till växellådan.[1]

## Loppet
Loppet startade klockan 15:00 lokal tid den 28 augusti 2022 och kördes över 44 varv.
Max Verstappen vann loppet efter att ha startat från den fjortonde rutan. Hans stallkamrat Sergio Perez kom på andraplats vilket innebar en dubbelseger för Red Bull. Ferraris Carlos Sainz kom på tredjeplats. Verstappen blev här den första föraren sedan Bruce McLaren 1959/1960 som lyckats vinna två raka F1-lopp efter att ha startat utanför de nio främsta startpositionerna. Det var också den högsta startpositionen för en vinnare sedan Lewis Hamilton vann Tysklands Grand Prix 2018 från samma startposition.  
Lewis Hamilton bröt loppet på första varvet då hans motor fått skador efter en kollision med Fernando Alonso.
| Pos.                                                                         | Nr. | Förare           | Konstruktör           | Varv | Tid/Bröt        | Grid | Poäng |
| ---------------------------------------------------------------------------- | --- | ---------------- | --------------------- | ---- | --------------- | ---- | ----- |
| 1                                                                            | 1   | Max Verstappen   | Red Bull Racing-RBPT  | 44   | 1:25:52.894     | 14   | 261   |
| 2                                                                            | 11  | Sergio Pérez     | Red Bull Racing-RBPT  | 44   | +17.841         | 2    | 18    |
| 3                                                                            | 55  | Carlos Sainz Jr. | Ferrari               | 44   | +26.886         | 1    | 15    |
| 4                                                                            | 63  | George Russell   | Mercedes              | 44   | +29.140         | 5    | 12    |
| 5                                                                            | 14  | Fernando Alonso  | Alpine-Renault        | 44   | +1:13.256       | 3    | 10    |
| 6                                                                            | 16  | Charles Leclerc  | Ferrari               | 44   | +1:14.9363      | 15   | 8     |
| 7                                                                            | 31  | Esteban Ocon     | Alpine-Renault        | 44   | +1:15.640       | 16   | 6     |
| 8                                                                            | 5   | Sebastian Vettel | Aston Martin-Mercedes | 44   | +1:18.107       | 10   | 4     |
| 9                                                                            | 10  | Pierre Gasly     | AlphaTauri-RBPT       | 44   | +1:32.181       | PL2  | 2     |
| 10                                                                           | 23  | Alexander Albon  | Williams-Mercedes     | 44   | +1:41.900       | 6    | 1     |
| 11                                                                           | 18  | Lance Stroll     | Aston Martin-Mercedes | 44   | +1:43.078       | 9    |       |
| 12                                                                           | 4   | Lando Norris     | McLaren-Mercedes      | 44   | +1:44.739       | 17   |       |
| 13                                                                           | 22  | Yuki Tsunoda     | AlphaTauri-RBPT       | 44   | +1:45.217       | PL   |       |
| 14                                                                           | 24  | Zhou Guanyu      | Alfa Romeo-Ferrari    | 44   | +1:46.252       | 18   |       |
| 15                                                                           | 3   | Daniel Ricciardo | McLaren-Mercedes      | 44   | +1:47.163       | 7    |       |
| 16                                                                           | 20  | Kevin Magnussen  | Haas-Ferrari          | 43   | +1 lap          | 12   |       |
| 17                                                                           | 47  | Mick Schumacher  | Haas-Ferrari          | 43   | +1 lap          | 19   |       |
| 18                                                                           | 6   | Nicholas Latifi  | Williams-Mercedes     | 43   | +1 lap          | 11   |       |
| Ret                                                                          | 77  | Valtteri Bottas  | Alfa Romeo-Ferrari    | 1    | Olycka          | 13   |       |
| Ret                                                                          | 44  | Lewis Hamilton   | Mercedes              | 0    | Kollisionsskada | 4    |       |
| Snabbaste varvet: Max Verstappen (Red Bull Racing-RBPT) – 1:49,354 (varv 32) |     |                  |                       |      |                 |      |       |
| Source:                                                                      |     |                  |                       |      |                 |      |       |

Notes
- ^1  – Inkluderar en extra poäng för snabbaste varv.[12]
- ^2  – Pierre Gasly kvalade åtta, men startade från depån efter tekniska problem på startgriden.[11]
- ^3  – Charles Leclerc kom femma i mål, men fick fem sekunders tidstillägg för att ha kört för fort i depån.[11]

## Ställning i mästerskapet efter loppet
| Pos.  | Förare            | Poäng |
| ----- | ----------------- | ----- |
| 1 ▬   | Max Verstappen    | 284   |
| 2 ▲ 1 | Sergio Pérez      | 191   |
| 3 ▼ 1 | Charles Leclerc   | 186   |
| 4 ▲ 1 | Carlos Sainz, Jr. | 171   |
| 5 ▼ 1 | George Russell    | 170   |

| Pos. | Konstruktör      | Poäng |
| ---- | ---------------- | ----- |
| 1 ▬  | Red Bull         | 475   |
| 2 ▬  | Ferrari          | 357   |
| 3 ▬  | Mercedes         | 316   |
| 4 ▬  | Alpine-Renault   | 115   |
| 5 ▬  | McLaren-Mercedes | 95    |

- Notering: Endast de fem bästa placeringarna i vardera mästerskap finns med på listorna.